# Arabiska lånord i svenskan
Arabiska lånord i svenskan är de ord som direkt eller indirekt spridits från arabiskan till svenskan.
När araberna erövrade Europa var arabiskan långivande för europeiska språk, främst latinet, spanskan och italienskan. Under senare tid lånade franskan och tyskan arabiska lånord från de nämnda språken, och blev också i sin tur lånförmedlare till andra språk, bl.a. svenskan. Från fornsvensk tid till 1900-talet kom hundratals arabiska lånord in i det svenska ordförrådet från latinet, spanskan, italienskan, tyskan, franskan, engelskan och turkiskan. Araber och muslimer bosatta i Sverige har sedan 1900-talets andra hälft också lämnat några bidrag till svenskan.
De flesta arabiska lånord som finns i det svenska ordförrådet är substantiv som hör till områdena islam, kemiska ämnen, personbeteckningar, tyg och kläder, växter, byggnad och heminredningar, mat och dryck, ekonomi och vetenskapliga termer. Det är intressant att mer än två tredjedelar av lånorden i den långivande arabiskan har andra eller delvis andra betydelser.

## Språkkontakt mellan svenskan och arabiskan
Arabiskan är islams heliga språk och har sedan länge betraktats som ett av världens stora språk. Språket, som nu talas av cirka 300 miljoner människor i Nordafrika och Mellanöstern, är känt som ett stort långivande språk till världens olika språk såsom persiska, swahili, spanska, turkiska, portugisiska, italienska, franska, engelska och indiska språk bl.a. hindi och urdu. Araberna erövrade under de första arabiska kaliferna Persien och Transkaukasien (år 633-651), Syrien och Palestina (år 636), Egypten (år 639), samt Libyen och Tripolis (på 640-talet). De besegrade folken övertog erövrarnas religion, islam, och "arabiserades", med undantag för Persien som behöll sitt språk, persiska, men påverkades starkt av arabiskan. År 711 vandrade araberna in i Spanien, och först i Frankrike bröts den islamiska expansionen, vid Poitiers (år 732). Arabvärlden fick sin norra gräns vid Pyrenéerna, Messinasundet och Taurusbergen i Mindre Asien.
Araberna gick också till sjöss: de behärskade både Medelhavet och Indiska oceanen I Östafrika uppstod en säregen arabisk-afrikansk blandkultur, baserad på monsunhandeln och med språket swahili som bestående minnesmärke. Det fanns samtidigt också en betydande karavantrafik genom både Asien och Afrika. När den abbasidiska dynastin tog över kalifatet år 750 blev Bagdad huvudstad. I de yttre områdena upprättades i praktiken helt självständiga arabriken bl a Córdoba år 755 och Egypten år 696. Mongolernas väldiga anfallsvåg ledde år 1258 till kalifatets undergång. Redan vid tiden för korstågen (år 1096) hade islamiserade turkfolk, främst seldjukerna, börjat ta över makten i Mindre Asien och Syrien.
Efter mongolerna var det de osmanska turkarna som befann sig i uppgång. De behärskade i slutet av 1300-talet både Anatolien och östra Balkan. Samtidigt hade araberna i Spanien, morerna, sedan 1100-talet trängts tillbaka av de kristna, och med Granadas fall 1492 var deras välde slut där. De osmanska turkarna tog över resten av arabväldet, och den turkiske sultanen tog sig år 1517 titeln kalif. Det turkiska väldet skulle bestå till första världskriget, från 1800-talet dock delvis urholkat av den europeiska kolonialismen.
Araberna ärvde antikens vetenskap, inklusive rent spekulativa inslag som alkemin. För utvecklingen av naturvetenskaperna på arabisk mark spelade studiet av Aristoteles stor roll, liksom det senare kom att göra i Västerlandet, dit hans verk först förmedlades av araberna. Flera framstående filosofer vidareutvecklade teman från antiken, bland dem Ibn Sînâ, i Europa kallad Avicenna (död 1037), som utgav sitt klassiska medicinska verk Canon (Qânûn) som användes fram till 1600-talet, och Ibn Rushd, kallad Averroës (död 1198). Astronomin och andra vetenskapsområden utvecklades av persiska vetenskapsmän, och eftersom araber hade starkt inflytande i Persien under islam spridningen, bär mer än hundra stjärnor och astronomiska termer än i dag arabiska namn, till exempel Aldebaran, Altair, Algol, Deneb, nadir och Vega.
Inom två vetenskaper blev dock arabernas verksamhet särskilt viktig: matematiken och medicinen. Arabiska matematiker förfinade det indiska siffersystemet och gav det vidare till européerna, men framför allt utvecklade de algebran, geometrin och trigonometrin. Framstående matematiker var al-Khawârizmî, i Europa kallad Algoritmi (död ca 830), och al-Battânî, kallad Albatenius (död 929). Läkarna förde vidare arvet från Hippokrates och Galenos och studerade anatomi, diagnostik och kirurgi i en för tiden saklig anda.
Det var främst över två centra som den arabiska lärdomen förmedlades till de kristna, nämligen Toledo i Spanien (med en blomstrande arabisk kultur ännu efter den kristna erövringen) och Sicilien, där både normander och tysk-romerska kejsare fördomsfritt knöt arabiska lärda till sina hov.
Koranen har utövat ett avgörande konstnärligt och språkligt inflytande på nästan all litteratur i den arabiska och muslimska världen. Sagosamlingen Tusen och en natt,  har sedan medeltiden översatts till många europeiska språk. Den islamiska mystiken, sufismen, påverkade både arabisk och persisk poesi och inspirerade senare europeiska författare, bl a Goethe.
I Europa gjordes en latinsk översättning av Koranen år 1143, och i Frankrike kom den inhemska översättningen år 1657, i Tyskland år 1616 och i Ryssland år 1776. Svenska översättningar gjordes år 1843 av  J.F.S. Crusenstolpe och år 1874 av Carl Johan Tornberg, samt år 1917 av K. V. Zetterstéen. Med översättningarna introducerades ett antal nya arabiska lånord.
Den traditionella arabiska musiken, som hade sin guldålder på 700-900-talen, har påverkat västerlandet framför allt genom sina instrument. De medeltida korsriddarna lärde sig av araberna att sjunga en berättande text till lutackompanjemang, vilket blev ett viktigt inslag i den europeiska medeltida kulturen. Många europeiska instrument har utvecklats ur de arabiska, och deras namn är arabiska lånord till exempel luta, gitarr, tambur och tamburin.
Med den franska kolonialismen i Egypten, Marocko, Algeriet, Tunisien och andra delar av Nordafrika samt Syrien och Libanon och den brittiska kolonialismen i Irak, Brittiska Palestinamandatet, Transjordanien, Gulfstaterna och Indien strömmade arabiska lånord in i de franska och engelska ordförråden. Arabiskan skriven med latinska bokstäver (som blev officiellt språk i det katolska Malta) påverkade också mer eller mindre andra europeiska språk.
Det finns flera vittnesmål om tidiga kontakter mellan araber och nordbor. I Sverige har åtskilliga arabiska bruksföremål, textilier och silvermynt, som hemförts av vikingarna, påträffats. Direkt språkkontakt mellan svenskan och arabiskan har knappt förekommit före 1900-talets andra hälft, d.v.s. inte före invandringen av araberna och muslimerna till Sverige efter andra världskriget. Arabiskans direkta bidrag till det svenska språkförrådet och dess påverkan på det svenska språket har därför knappt als uppmärksammats i språkvårdssammanhang. Språkkontakten mellan arabiska och andra språk under 1900-talets andra hälft är internationellt sett asymmetrisk  och nationellt symmetrisk.
Med den internationellt asymmetriska kontaktsituationen menas att arabiskan har bidragit med stora mängder av lånord, främmande ord och citatord till svenskan genom "tryckta ord" d.v.s. genom olika böcker, bl a inom islamologi och mellanösternskunskap. Intressen för Mellanösterns politik och ekonomi har ökat inlåningen av arabiska ord. Däremot har inte noterats att arabiskan har lånat svenska ord till sitt ordförråd.
Men i Sverige är kontaktsituationen annorlunda. Arabiskan i Sverige har faktiskt påverkats något av svenskan, och kontaktsituationen mellan de båda språken anses som symmetrisk med tanke på att araberna i Sverige också har bidragit med lånord till det svenska ordförrådet. Ord såsom a-kassa, Systembolaget, social(förvaltningen), tunnelbana och moms har blivit lånord i "Sveriges arabiska".

## Arabiska lånords etymologi
Etymologiskt sett kan de arabiska lånen delas in i två läger, indirekta och direkta lån.
1. Indirekta lån är arabiska ord som kommit till det svenska ordförrådet genom förmedling av bl.a. latinet, tyskan, franskan, engelskan, persiskan och turkiskan. Nästan alla indirekta lånord har förlorat minst ett arabiskt morfem, och utan etymologiska ordböcker kan lånorden inte identifieras. Exempel på detta är ord som arsenal (dâr sinâ'a), azimut (as-sumût), gasell (ghazâl), tambur (tanbur) och de flesta orden i ordlistan.
2. Direkta lån är arabiska ord som kommit till det svenska ordförrådet direkt från arabiskan utan något förmedlande språk. De nya direkta lånorden kännetecknas av ren eller närmare till arabiskt uttal och arabisk-translittererad stavning. De flesta lånorden kommer genom direkt språkkontakt med araber och muslimer under 1900-talets andra hälft. För direkt ordlån från arabiskan som har ett helt annat alfabet än svenskan måste tecknen transkriberas. I spridningsfasen och även senare kan uttalsvarianter/stavningsvarianter av ett och samma ord förekomma sida vid sida till exempel felafel - falafel, kebab - kabab, djellaba - jellaba, djinn - jinn, vadi - wadi.

## Typer av arabiska lånord
De arabiska lånorden kan grupperas i tre grupper.
Ordlån, vari alltså inkluderas lexikaliserade fraser, som är resultat av direkt eller indirekt import av ordmodellens morfem, till exempel muslim, moské, sultan och amber.
Ordmodellen i det arabiska språket kan ha flera olika betydelser trots att vissa av dessa betydelser eller någon enskild aspekt av betydelsen som överförs vid introduktionen, till exempel amiral och divan.
Oavsett om man utgår från ordens etymologi eller från förekomster av en ordmodell i arabiskan, är ord som kaffe, djinn, divan och ottoman, ordlån i svenskan. Huruvida de också skall betraktas som främmande ord avgör däremot den enskilda språkbrukaren.
Några arabiska främmande ord uppfattas nu som hemtama för allmänheten även för de lågutbildade och den som inte har språkkunskaper, till exempel cigarett, jasmin, kaffe, saffran och socker, medan några andra uppfattas som hemtama för de yngre generationerna i samhället, till exempel cafeteria, bensin och schack.
Men de flesta arabiska lånord uppfattar allmänheten som främmande ord och de förblir främmande trots att orden har hamnat på pränt och många av dem har länge befunnit sig i det svenska ordförrådet. till exempel ord som harmattan, hammada, kibla, ulama och vezir. Orden betraktas som främmande och har inte nämnts i Nationalencyklopedins ordbok.
Blandlån, är resultat av både import och substitution av ordmodellens morfem till exempel Sesam öppna dig,4 Därmed introduceras ett nytt arabiskt ord och minst ett nytt arabiskt morfem i svenskan och kan användas för att bilda nya inhemska ord, till exempel sesam-dörr, sesamformel, sesamord, sesamrop och sesamskrift.
Pseudolån (skenlån) är ord som visserligen är bildade av arabiska morfem men som inte förekommer i arabiskan eller ord som överförs från arabiska men används i en betydelse som man inte har i det långivande språket till exempel alkohol, albatross, marsipan, amiralinna, salam-kramp, siffra, och mecka.

## Arabiska lånord i olika tidsperioder

### De äldsta lånen
Under tidsperioden fram till fornsvensk tid lånades ett antal arabiska ord in i de germanska språken genom latinet. Det är ord som hör samman med örter till exempel myrra, kummin, balsam. Övriga ord är Särkland och saracen. Lånorden, enligt SAOB och Nationalencyklopedins ordbok, kom in i svenskan före år 1520. I jämförelse med dateringen av ordens första belägg i engelskan kan det vara möjligt att lånorden var de äldsta arabiska lånorden som kom in i det svenska ordförrådet under samma tidsperiod.

### Senmedeltiden
Trots att de flesta lånord som kommer i svenskan under medeltiden hör samman med kristnandet har också ett antal arabiska ord smugit sig in genom latinet och lågtyskan till exempel amalgamera, baldakin, cinnober, ingefära, jacka, kabel, kamel, kamfer, luta, nafta, papegoja, racket, saffran, schackmatt, socker, siffra, sirap och smaragd.

### Reformationen och stormaktstiden
Under slutet av 1500-talet medförde ekonomiska och politiska förändringar till att det lågtyska inflytandet minskade vika och andra influenser tog överhand, bl.a. från det högtyska området.
Med reformationen och Luthers bibelöversättning inleddes en lånordsström från högtyskan som nådde sin kulmen under början av 1600-talet. Ordet arabiska dyker upp i det svenska Nya Testamentet (1526).
Substantiv inom militärlivet inlånades under denna tid med högtyskan som sista förmedlande språk, till exempel amiral och arsenal.
Andra ord som inlånades under denna tid hörde vetenskapliga termer och kemiska ämne till, till exempel algebra, alkemi, ambra, azimut, borax, kali, mysk, nadir, talk och zenit.
Andra lånord rör växter och kryddor såsom apelsin, aranee, alkanna, banan, jasmin, orange, pomerans, sesam, spenat, sumak och tamarind.
Ord som har med islam eller muslimsk kultur att göra har också kommit in till exempel Alkoran, alkoranisk, harem, kadi, muselman, moské, osmansk och sultan.
Till ekonomiskt område hör inlånen av tarera och tariff.
Övriga arabiska lånord är buckram, damast, gips, gitarr, hasard, hasardera, kaffe, karat, karmosin, kofta, konditor, koptisk, lack, mysk, osman, saracensk, schack och sorbet.

### 1700-talets lån
Under 1600-talet, men framför allt under 1700-talet, genomsyrade den franska kulturen mycket märkbart Europa och då inte minst Sverige. Några av dess ordlån av arabisk-franska ord hör hemma inom nöjeslivet till exempel mask och maskerad, eller hör till betydelseområde djur till exempel gasell och giraff.
De ord som hör till betydelseområde växter är också vanliga. De flesta kom från tyskan till exempel durra, hasch, henna, krokus, saffran och saffer.
Exempel på byggnad och heminredningstermer är alkov, divan, karaff, karaffin, lacka, madrassera, minaret, ottoman och soffa.
Till ekonomiskt område hör inlånen av tara.
Åter andra ord som inlånades från tyska under denna tid hör vetenskapliga termer och kemiska ämnen till, till exempel algebraist, alidad eller alhidad, alkali, amalgam, arabiskt gummi, azur, benzoin, besiffra, kaliber, kalibrera, natron och natrum.
Till islams område, hör inlånen av mufti, muslim, osmansk, sunnit och sura.
Övriga arabiska lånord är albatross, arabiska (kvinna), azur, beduin, damast, damasch eller damask, damaskera, denar, dragoman, imam, kaftan, karmin, kattun, kopt, magasinera, mumie, muslin, nabob, orangeri, arrangör, salep, schebeck, scherif, sultanat, swahili, talisman och tambur.

### 1800-talets lån
De lånmönster som setts under 1700-talet fortsätter under 1800-talet. Vissa tendenser förstärks därvid, medan andra får minskad betydelse. Exempel på arabiska lånord som kommer från tyskan under den här perioden är; aldehyd, algebraiker, algebraisk, alkalinet, alkaliskhet, anilin, arabin, arabisera, arabiska siffror, arabist, arabism, bensin, dinar, dirham, gambit, gips, gipsa, gitarrist, kafir, kaffer, kalium, koffein, mumifiera, mumifikation, sino, och tariffera.
De arabisk-franska lånen gör sig under 1800-talet påminda inom flera områden: vissa av orden betecknar kläder, tyger m.m. som blus och burnus, andra är cigarett, jackett, lila, lime, marabu, massage, massera, razzia och tamburin. Även en del ord hörande till det franska köket kommer in i svenskan under 1800-talet till exempel: café au lait.
Engelskan förmedlar också en del av sina arabiska lånord till de europeiska språken, bl.a. svenskan. På 1600-talet hade engelsmännen direkt språkkontakt med de muslimska mogulerna i Indien och lånade in nya arabisk-indiska ordgods. I den här perioden kom de arabisk-indiska lånorden nawab, nabob, och sahib in i det svenska ordförrådet. Engelskans inflytande på svenskan blir mer och mer märkbart. I flesta fall bidrar engelskan med egna ord, men engelskan kan också ses som en viktig förmedlare av ord med arabiskt ursprung. Andra arabisk-engelska lånord är naftalen och check (betalningsmedel).
Det finns en del ord där det är oklart om orden direkt kommer från arabiskan eller indirekt genom de lånförmedlande språken till exempel islam, salam, sunna och fella.

### 1900-talets lån
Under 1900-talet fortsatte ordinlåningen via engelskan till svenskan. Särskilt i massmedia möter vi en mängd arabisk-engelska eller direkta arabiska lånord till exempel ayatolla, djinn, Mecka, mulla och fatwa.
Engelskan har också starkt påverkat den svenska ortografin när det gäller sättet att stava de arabiska lånorden. Det kan vara svårt att se ord såsom ayatolla, hejira, jihad och jinn som direkta lån från arabiskan eftersom ordens stavning är engelsk.
Andra arabiska lånord som kom via engelskan är bl.a. algoritm, cafeteria, check (kontroll), checka, mohair, naftalen, safari, sufisk och imamat.
Via franskan kom ordet aubergine och couscous, från tyskan kom alkermes och alkanna, via spanskan kom alfalfa och via turkiska kom ordet kebab.
Det finns ett märkbart mönster för inlåningen som bör nämnas här. Från och med 1979 kom en kategori av ord som har med Islamiska republiken Iran att göra; shia (1979), shiiter (1985), fatwa (efter dödsdomen på Salman Rushdi), mulla (i början av 1980).
Många nya arabiska lånord som används av invandrarmuslimerna sinsemellan har ännu inte kommit till den svenska allmänheten, trots att orden sedan länge nämns i skolböcker och universitetslitteratur som citatord.

### Vägen till det svenska ordförrådet
De arabiska lånorden har ofta gått via andra språk innan de kommit in i det svenska ordförrådet. Långa kedjor av språk kan ligga mellan den långivande arabiskan och den låntagande svenskan. Viktiga förmedlare är latinet, spanskan, tyskan, franskan och engelskan. Under den fornsvenska tiden och senmedeltiden var det latinet som förmedlade lånorden. Under reformationen och stormaktstiden fram till 1700-talet övertogs förmedlarrollen av tyskan. Under 1800-talet kom några få arabiska lånord från franska men antalet lånord från tyskan var fortfarande stort. För en del ord är det oklart om orden kommit in i svenskan via tyskan eller franskan, eftersom båda språkens inflytande var starkt vid denna tid.
På grund av kontinuerlig kontakt mellan araber och sydeuropéer från och med 700-talet var det länge latinet, spanskan och italienskan som var de huvudsakliga lånordsförmedlarna. Under reformationen och stormaktstiden fram till 1800-talet kom tyskan och franskan att spela förmedlarrollen till svenskan av ord som först kommit in i latinet, spanskan eller italienskan. Engelskan övertog förmedlarrollen under 1800-talet och 1900-talet. De flesta arabiska lånord som engelskan förmedlat var direkta lån från arabiskan.